# Vejrhøj
Vejrhøj est une colline avec un grand tumulus funéraire, située près de la baie de Nekselø à Odsherredbuerne sur la Odsherred, au nord-ouest de la Zélande au Danemark. C'est le pic distinctif de la zone protégée de Bjergene.

## Description
Le sommet du tumulus est à 121 mètres d'altitude. Cela en fait le troisième point le plus haut de la Zélande. En excluant le tumulus, le point est d'environ 113 mètres d'altitude. La colline elle-même est l'une des collines avec la différence de hauteur la plus importante au Danemark.
Le nom Vejrhøj fait référence à la fois à la colline et au tumulus. Vejrhøj donne également son nom à l'arche dite de Vejrhøj, qui est une très grande moraine marginale créée par une langue glaciaire pendant la période glaciaire.
Sur Vejrhøj il y a un poste de triangulation.